# Hackenheide
Hackenheide ist ein Waldrevier und war ein Wohnplatz im Ortsteil Gollensdorf der Gemeinde Zehrental im Landkreis Stendal in Sachsen-Anhalt.

## Geografie
Der Wohnplatz Hackenheide lag etwa drei Kilometer westlich von Drösede und einen Kilometer von Landesgrenze zu Niedersachsen entfernt. Heute ist Hackenheide die Bezeichnung für ein Waldrevier an gleicher Stelle.

## Geschichte

### 18. bis 20. Jahrhundert
Im Jahre 1711 wurde Haackenheyde in Akten des Brandenburgisches Landeshauptarchivs erwähnt. Es gab dort einen Pachtschäfer auf der einen und einen Pachtschäfer auf der anderen Schäferei.
Auf der wüsten Feldmark Vorheide wurden 1745 ein Vorwerk und eine Schäferei Hackenheide etabliert. Vorheide wurde bereits 1319 als Vorheyde erwähnt, als Markgraf Woldemar in Tangermünde dem Kloster Amelungsborn Besitzungen zu Aulosen mit Zubehör übereignete. 1804 gab es das Vorwerk Hackenheide mit einer Schäferei. 1842 wurde das Vorwerk Hakenheide genannt.
Die letzte Nennung als ein Wohnplatz von Gollensdorf namens Hackenheide stammt aus dem Jahr 1931.

### Eingemeindungen
Am 17. Oktober 1928 wurden die Forstbezirke Hakenheide und Groß Kapermoor aus dem Gutsbezirk Groß Aulosen aus dem Landkreis Osterburg mit der Landgemeinde Gollensdorf vereinigt.

### Einwohnerentwicklung
| Jahr | Einwohner |
| ---- | --------- |
| 1774 | 04        |
| 1789 | 08        |
| 1798 | 11        |
| 1801 | 11        |

| Jahr | Einwohner |
| ---- | --------- |
| 1818 | 06        |
| 1871 | 04        |
| 1885 | 15        |
| 1895 | 08        |

Quelle:

## Religion
Die evangelischen Christen aus Hakenheide gehörten zur Kirchengemeinde Bömenzien, die früher zur Pfarrei Bömenzien bei Groß Wanzer in der Altmark gehörte.